# Mendelevi
Mendelevi là một nguyên tố kim loại tổng hợp có ký hiệu Md (trước đây là Mv) và số hiệu nguyên tử là 101. Mendelevi là nguyên tố siêu urani thuộc nhóm actini, thường được tổng hợp bằng cách bắn phá hạt nhân einsteini bởi các hạt anpha. Nguyên tố này được đặt theo tên của Dimitri Ivanovich Mendeleev, người đã lập ra bảng tuần hoàn. Hệ thống tuần hoàn của Mendeleev là cơ sở để phân nhóm các nguyên tố hóa học.

## Lịch sử
Mendelevi (đặt theo tên của Dimitri Ivanovich Mendeleev, họ thường được chuyển sang ký tự Latin là Mendeleev, Mendeleyev, Mendeléef, hoặc Mendelejeff, và tên là Dmitry hay Dmitriy) được Albert Ghiorso, Glenn T. Seaborg, Gregory R. Choppin, Bernard G. Harvey, và Stanley G. Thompson (trưởng nhóm) phát hiện đầu tiên vào đầu năm 1955 tại đại học California tại Berkeley. Nhóm này đã tạo ra 256Md (chu kỳ bán rã 87 phút) khi họ bắn phá hạt nhân 253Es bằng các hạt anpha (hạt nhân heli) trong máy cyclôtron 60 in của phòng thí nghiệm phóng xạ Berkely (Berkeley Radiation Laboratory). Nguyên tố 101 là nguyên tố siêu urani thứ 9 được tổng hợp. 17 nguyên tử đầu tiên của nguyên tố này đã được tạo ra và phân tích bằng phương pháp tách-hấp thụ trao đổi-ion. Trong quá trình này, mendelevi có ưng xử rất giống thuli, một dạng đồng đẳng tự nhiên của nó.

## Đặc điểm
Các nhà nghiên cứu chứng minh rằng mendelevi có trạng thái oxy hóa (II) khá ổn định, kèm theo trạng thái oxy hóa (III) đặc trưng của nhóm actini. Trạng thái oxy hóa (III) thể hiện rõ hơn trong các dung dịch có nước. Đôi khi, mendelevi có thể thể hiện trạng thái (I).256Md đã được sử dụng để phát hiện các đặc tính hóa học của nguyên tố này khi nó nằm trong dung dịch. Chưa có những ứng dụng khác của mendelevi và chỉ một lượng rất ít mendelevi đã được tạo ra.

## Các đồng vị
16 đồng vị của mendelevi có số khối từ 245 đến 260 đã được nhận biết, trong đó đồng vị ổn định nhất là 258Md có chu kỳ bán rã 51,5 ngày, 260Md là 31,8 ngày, và 257Md là 5,52 giờ. Tất cả các đồng vị phóng xạ còn lại có chu kỳ bán rã nhỏ hơn 97 phút, và đa số trong đó có chu kỳ bán rã nhỏ hơn 5 phút. Nguyên tố này có một meta state, 258mMd (t½ = 57 phút). Các đồng vị của mendelevi có khối lượng nguyên tử từ 245,091 u (245Md) đến 260,104 u (260Md).